# Stazione di Acqua Acetosa (Ciampino)
La stazione di Acqua Acetosa è una fermata ferroviaria posta sulla linea Roma-Albano. È sita nel comune di Ciampino in località Acqua Acetosa.

## Storia
La fermata di Acqua Acetosa venne attivata fra il 1950 e il 1956.

## Strutture e impianti
La fermata ha una sola banchina posta sul lato sinistro, in direzione Albano, della linea ferroviaria che in questo tratto (dalla stazione di Ciampino alla stazione di Albano Laziale) è ad un solo binario per entrambi i sensi di marcia.
La banchina è accessibile da via Romana Vecchia e da un sottopasso pedonale di collegamento con l'opposta via Venezia. Sono presenti ascensori per i diversamente abili presso entrambe le entrate. È attrezzata con alcune panchine e una tettoia per l'attesa dei viaggiatori. È assente il fabbricato viaggiatori.

## Movimento
La stazione è interessata dal traffico generato del servizio regionale FL4, svolto da Trenitalia.